# Filar Birowa

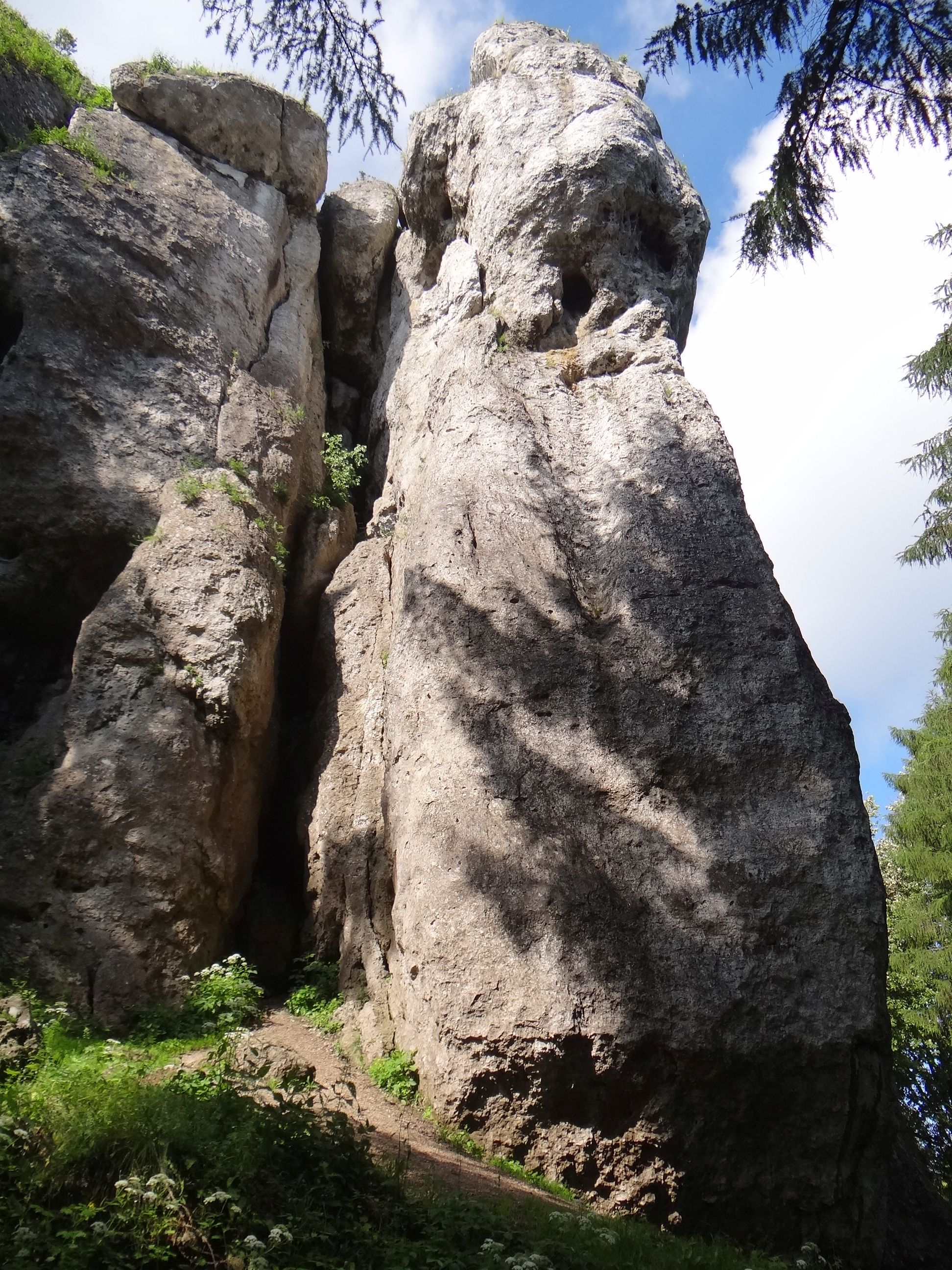

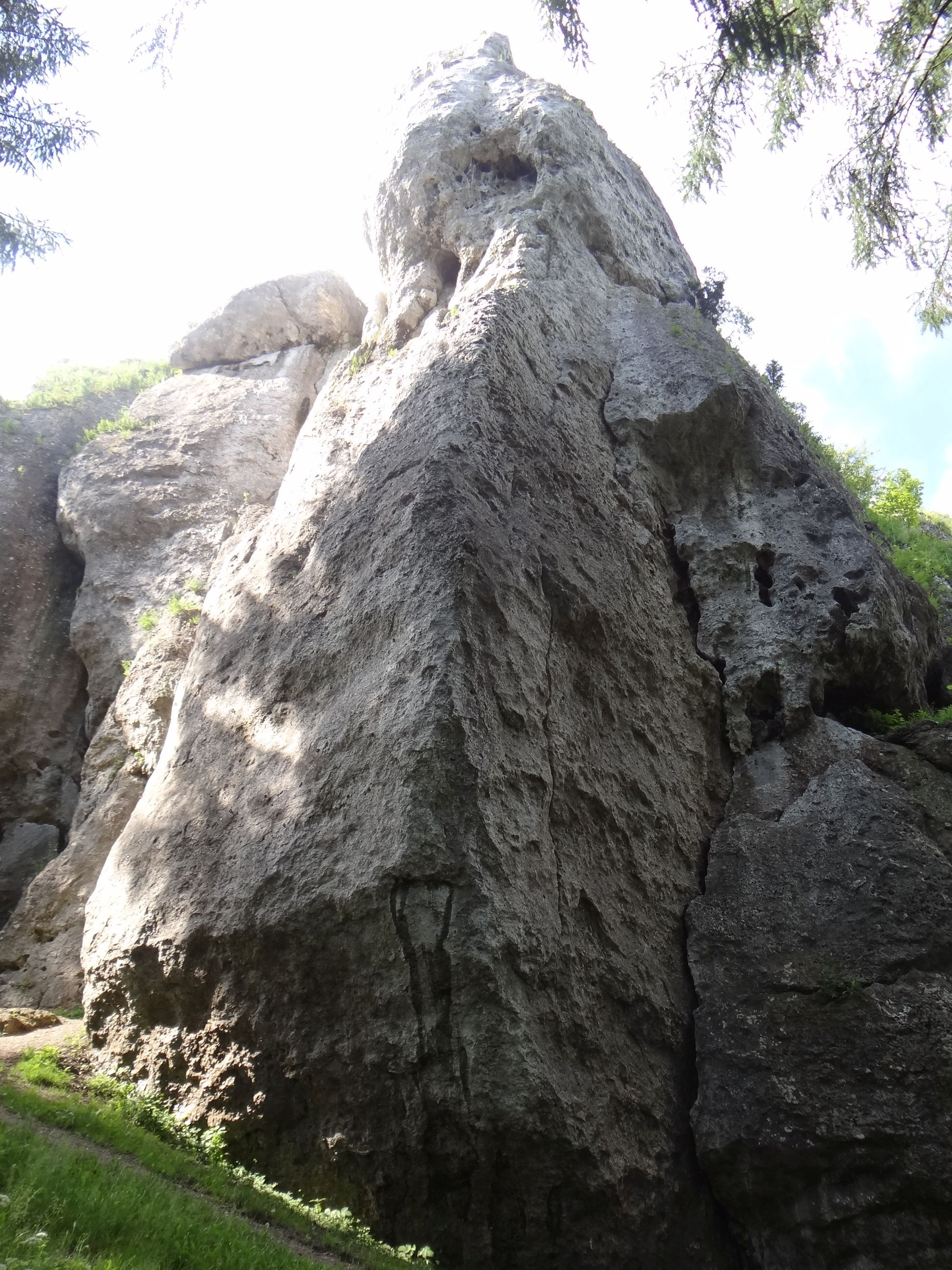

Filar Birowa – skała na wzniesieniu Birów w Podzamczu, w powiecie zawierciańskim, w gminie Ogrodzieniec. Znajduje się w grupie skał, na których wybudowano Gród na Górze Birów. W internetowym portalu wspinaczkowym jest opisana jako Wielki Filar II i Wielki Filar III. Pod względem geograficznym znajduje się na Wyżynie Częstochowskiej będącej częścią Wyżyny Krakowsko-Częstochowskiej. 
Filar Birowa znajduje się w północnej grupie skał Birowa pomiędzy Cynamonową Płytą i Turnią nad Obozem. Zbudowany jest z twardych wapieni skalistych, ma wysokość do 30 m, ściany pionowe lub przewieszone. Uprawiana jest na nim wspinaczka skalna. Pierwsze drogi wspinaczkowe powstały w latach 80. XX wieku. W 2020 r. są 24 drogi i jedna możliwość. Mają trudność od IV+ do VI.6 w skali Kurtyki. Większość z nich ma zamontowane stałe punkty asekuracyjne w postaci ringów (r), spitów (s), haków (h) i stanowisk zjazdowych (st), na pozostałych możliwa jest wspinaczka tradycyjna. Wśród wspinaczy skała jest bardzo popularna.

## Drogi wspinaczkowe
1. Dynia rachu ciachu; VI+, VI.2, 12 r + 2st
2. Pierwszy krok w chmurach; VI.3, 10 r + st
3. Cmentarna aleja wprost; VI.5, 10 r + st
4. Cmentarna aleja; VI.4/4+, 11 r + st
5. Domi; VI.6, 11 r + st
6. W sidłach frenofaga; VI.5+/6, 12 r + st
7. Możliwość
8. Superprostowanie Shazzy; VI.5+, 11 r + st
9. Prostowanie Shazzy; VI.5, 11 r + st
10. Shazza z cmentarza; VI.4+, 11 r + st
11. Skowyt; VI.3+, 11 r + st
12. Rysa Kukuczki; VI.2, 5 r + s + st
13. Kiedy kobieta płacze; VI.1, 10 r + st
14. Dziuple; VI.2+, 6 r + st
15. Koalicja; VI.+
16. Projekt Estera; VI.1, 13 r + st
17. Dziecko Rosemary; VI.1+, 12 r + st
18. Ogrody Eurydyki; VI.2, 12 r + st
19. Green is the colour; VI.2+
20. 12 groszy; VI.1+
21. Trójka pitagorejska; VI.3
22. Omen; VI.3
23. Cukier dla małpy; VI.2, 4 r + s + h + st
24. Mary; VI.5/5+
25. Shazza z cmentarza lajt; VI.4+[1].

W zachodniej, sąsiadującej z Turnią nad Obozem części Filara Birowa znajduje się duże Schronisko w Górze Birów koło Podzamcza Północne.